# Tomayate

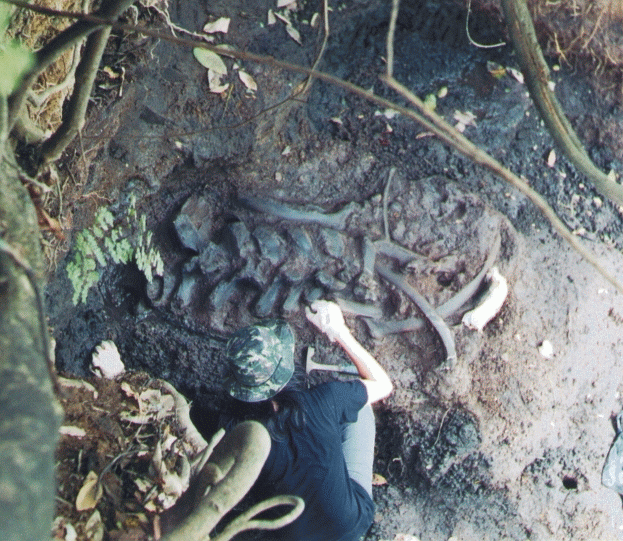
Grabungsstätte Megatherium

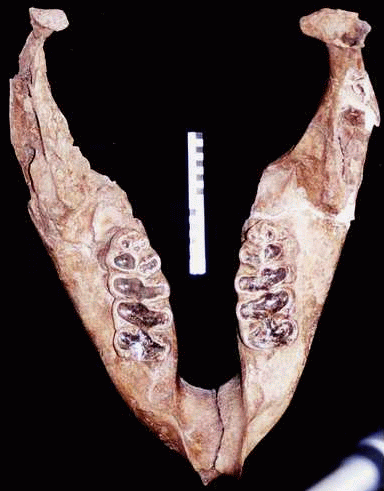
Kiefer eines Cuvieronius

Tomayate ist ein paläontologisches Gelände und Ausgrabungsort am Ufer des gleichnamigen Flusses im Gemeindegebiet von Apopa im Departamento San Salvador. Die paläontologische Fundstätte der Megafauna wurde der geologischen Zeitskala Pleistozän zugeordnet.
Dieser paläontologische Schatz wurde durch Zufall von Teófilo Reyes Chavarría im Jahr 2000 entdeckt, als er einen riesigen Zahn eines elefantengroßen Megatheriums, ein eiszeitliches Riesenfaultier Südamerikas, im Tomayate Flussgebiet fand. Bei weiteren Ausgrabungen konnte man einen fast vollständigen Unterkiefer eines Proboscidea und Cuvieronius bergen. Die Funde wurden dem Pleistozän, das vor 2,6 Millionen Jahren begann und vor etwa 12.000 Jahren endete, zugeordnet.
Tomayate gilt als eine der wichtigsten paläontologischen Fundstätten von Wirbeltieren in Zentralamerika.